# Pfeust
Pfeust ist eine Wüstung auf Fladunger Boden am Ostabfall der Langen Rhön im Bereich einer  Kehre der Hochrhönstraße. Heute befindet sich an diesem Ort eine Freizeitanlage mit Schutzhütte und Grillmöglichkeit.
Der Hof war dem Kloster Fulda zugehörig und wurde 1520 als wüst bezeichnet. Ob er mit dem 824 genannten Hof „Capture Swares Muore“ (Schwarzes Moor) übereinstimmt, ist nicht sicher. In einer Schenkung wurde er dem Kloster Wechterswinkel übergeben.
Der Hof hatte eine Fläche von 55 m × 75 m. Diese ist von einem heute noch sichtbaren Wall aus Basaltschutt umgeben. Für das Fundament wurde der Boden eingeebnet. Der Eingang war gen Süden.
In der Nähe befindet sich ein ehemaliger Steinbruch der Leimbach & Co.G.m.b.H.